# Adam Morrison
Adam Morrison (ur. 19 lipca 1984 r. w Glendive) – amerykański koszykarz występujący na pozycji niskiego skrzydłowego.
Po dwuletniej przerwie, wrócił do NBA na sezon 2012/13. Będzie występował w Portland Trail Blazers po podpisaniu rocznego kontraktu.

## Osiągnięcia

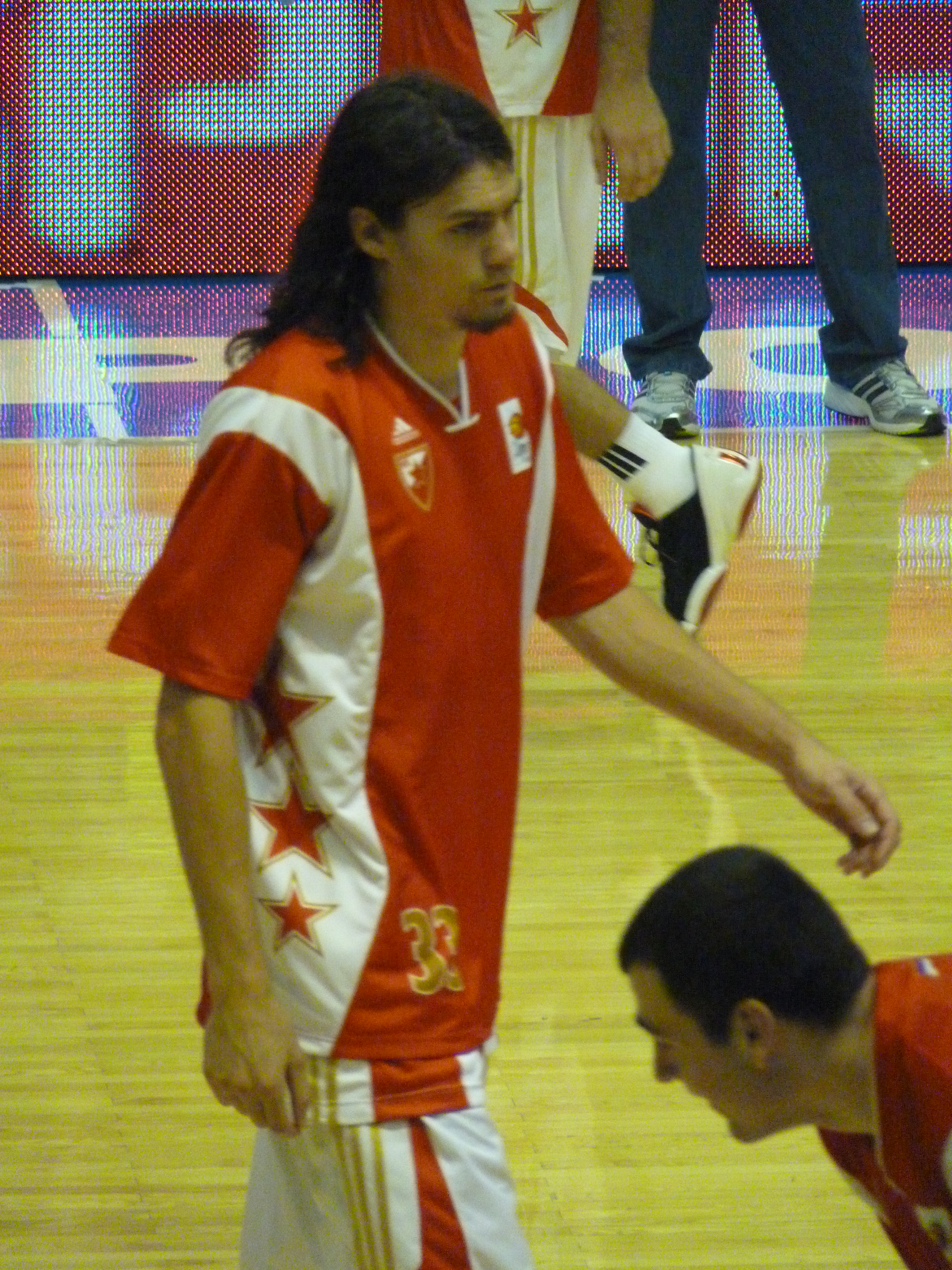
Morrison w barwach Red Star Belgrad (październik 2011).

Na podstawie, o ile nie zaznaczono inaczej.
NCAA
- Uczestnik rozgrywek:
  - Sweet Sixteen turnieju NCAA (2006)
  - rundy 32 turnieju NCAA (2004–2006)
- Mistrz:
  - turnieju konferencji West Coast (WCC – 2004–2006)
  - sezonu regularnego WCC (2004–2006)
- Koszykarz Roku:
  - NCAA:
    - według:
      - National Association of Basketball Coaches (NABC – 2006)[3]
      - Basketball Times (2000)

    - Oscar Robertson Trophy (2006)[4]

  - konferencji West Coast (2006)[5]
- MVP:
  - turnieju:
    - WCC (2005, 2006)
    - Maui Invitational (2006)
- Zaliczony do:
  - I składu:
    - All-American (2006)
    - konferencji WCC (2005, 2006)
    - pierwszoroczniaków WCC (2004)
    - turnieju:
      - WCC (2005, 2006)
      - Maui Invitational (2006)
- Lider strzelców NCAA (2006)[6]

NBA
- Mistrz NBA (2009, 2010)
- Uczestnik Rising Stars Challenge (2007)
- Zaliczony do II składu debiutantów NBA (2007)[7]
- Debiutant miesiąca (listopad 2006)

Inne
- Zdobywca Pucharu Turcji (2012)

Reprezentacja
- Mistrz Ameryki U–20 (2004)

## Rekordy
| Punkty                 | 30 (vs Indiana Pacers)       |
| Rzuty z gry (celne)    | 12 (vs San Antonio Spurs)    |
| Rzuty z gry (ogólnie)  | 23 (vs San Antonio Spurs)    |
| Rzuty za "3" (celne)   | 4 (2 razy)                   |
| Rzuty za "3" (ogólnie) | 7 (4 razy)                   |
| Celne osobiste         | 10 (vs Indiana Pacers)       |
| Rzuty osobiste         | 11 (3 razy)                  |
| Zbiórki ofensywne      | 4 (vs Golden State Warriors) |
| Zbiórki defensywne     | 6 (vs Oklahoma City Thunder) |
| Zbiórki                | 7 (4 razy)                   |
| Asysty                 | 7 (2 razy)                   |
| Przechwyty             | 3 (vs Seattle SuperSonics)   |
| Bloki                  | 1 (12 razy)                  |
| Minut na boisku        | 48 (2 razy)                  |